# Montichiari
Montichiari es una localidad y municipio (comune) italiano de la provincia de Brescia, región de Lombardía, con 26.140 habitantes.

## Evolución demográfica
| Gráfica de evolución demográfica de Montichiari entre 1861 y 2001 |
|                                                                   |
| Fuente ISTAT - elaboración gráfica de Wikipedia                   |